# No More Tears (Enough Is Enough)
«No More Tears (Enough Is Enough)» (с англ. — «Больше ни слезинки (довольно)») — песня, исполненная дуэтом певицами Барброй Стрейзанд и Донной Саммер. Композиция вошла в альбом Стрейзанд Wet, а также в сборник хитов Саммер On the Radio: Greatest Hits Volumes I & II.
Песня имела большой успех не только в США, где ей удалось достигнуть вершины чарта Billboard Hot 100 (четвёртая песня с подобным результатом для обеих певиц), а также в Европе. В 2017 году ремикс на песню достиг 3 места в чарте Billbard Dance Club Songs.
«No More Tears (Enough Is Enough)» никогда не исполнялась Барброй и Донной вживую совместно; однако Саммер исполняла песню на своих концертах при участии других исполнительниц, Стрейзанд исполнила отрывок песни на одном из шоу тура Back to Brooklyn Tour в 2012 году, в память о Донне Саммер.

## Чарты

### Еженедельные чарты
| Чарт (1979—1980)                           | Высшая позиция |
| ------------------------------------------ | -------------- |
| Австралия (Kent Music Report)              | 8              |
| Австрия (Ö3 Austria Top 40)                | 16             |
| Бельгия/Фландрия (Ultratop 50)             | 16             |
| Великобритания (OCC UK Singles)            | 3              |
| Германия (GfK)                             | 31             |
| Ирландия (IRMA)                            | 7              |
| Испания (Los 40)                           | 4              |
| Испания (PROMUSICAE)                       | 2              |
| Италия (Musica e dischi)                   | 6              |
| Канада (RPM Adult Contemporary)            | 6              |
| Канада (RPM Dance/Urban)                   | 1              |
| Канада (RPM Top Singles)                   | 2              |
| Нидерланды (Dutch Top 40)                  | 20             |
| Нидерланды (Single Top 100)                | 27             |
| Новая Зеландия (Recorded Music NZ)         | 7              |
| Норвегия (VG-lista)                        | 3              |
| США (Billboard Adult Contemporary)         | 7              |
| США (Billboard Hot 100)                    | 1              |
| США (Cash Box Top 100)                     | 1              |
| Финляндия (Suomen virallinen lista)        | 6              |
| Франция (IFOP)                             | 13             |
| Швейцария (Schweizer Hitparade)            | 11             |
| Швеция (Sverigetopplistan)                 | 1              |
| Чарт (2017)                                | Высшая позиция |
| США (Billboard Dance Club Songs)           | 3              |
| США (Billboard Hot Dance/Electronic Songs) | 39             |

### Годовые чарты
| Чарт (1979)                       | Позиция |
| --------------------------------- | ------- |
| Канада (RPM Top 200 Singles)      | 101     |
| Великобритания (UK Singles Chart) | 69      |
| США (Cash Box Top 100)            | 25      |
| Чарт (1980)                       | Позиция |
| Австралия (Kent Music Report)     | 81      |
| США (Billboard Top Pop Singles)   | 38      |

## Сертификации
| Регион | Сертификация | Продажи    |
| --- | ------------ | ---------- |
| Великобритания (BPI) | Серебряный   | 250 000^   |
| Канада (Music Canada) | Золотой      | 75 000^    |
| США (RIAA) | Золотой      | 1 000 000^ |
| * Данные о продажах приведены только на основе сертификации. ^ Данные о тиражах приведены только на основе сертификации. |              |            |